# Schizaeales
Schizaeales Schimp. è un ordine di piante appartenenti alla classe Polypodiopsida.

## Descrizione
Sebbene i tre cladi di Schizaeales siano tutti ben distinti l'uno dall'altro da numerosi caratteri morfologici, i membri dell'ordine presentano tutti fronde dimorfiche, fertili e sterili, e sono privi di sori ben definiti. I loro sporangi hanno un anello orizzontale che si trova sotto e circonda completamente la parte superiore dello sporangio. I due generi Actinostachys e Schizaea (ad eccezione di Microschizaea) della famiglia Schizaeaceae hanno gametofiti sotterranei senza clorofilla.

## Tassonomia
La classificazione PPG I riconosce le seguenti famiglie come appartenenti all'ordine:
- Lygodiaceae M.Roem
- Schizaeaceae Kaulf
- Anemiaceae Link